# 南投鳶尾
南投鳶尾（学名：Iris nantouensis）为鳶尾科鳶尾屬下的一个种。其种加词“nantouensis”意为“南投的”。